# Коллесальветти
Коллесальве́тти (итал. Collesalvetti) — коммуна в Италии, располагается в регионе Тоскана, в провинции Ливорно.
Население составляет 16 229 человек (2008 г.), плотность населения составляет 148 чел./км². Занимает площадь 110 км². Почтовый индекс — 57014. Телефонный код — 0586.
Покровителями коммуны почитаются святые Кирик и Иулитта, празднование 16 июня.

## Демография
Динамика населения:

## Администрация коммуны
- Официальный сайт: http://www.comune.collesalvetti.li.it/